# Santjoan
El Santjoan és una muntanya de 1.122 metres que es troba al municipi de Bellver de Cerdanya, a la comarca de la Baixa Cerdanya.